# Thérèse de Dillmont

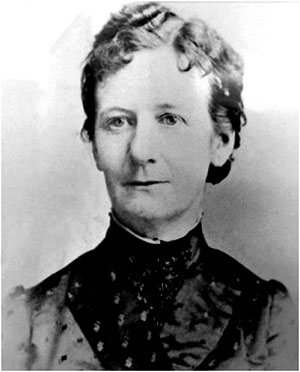
Thérèse de Dillmont (ohne Jahr)

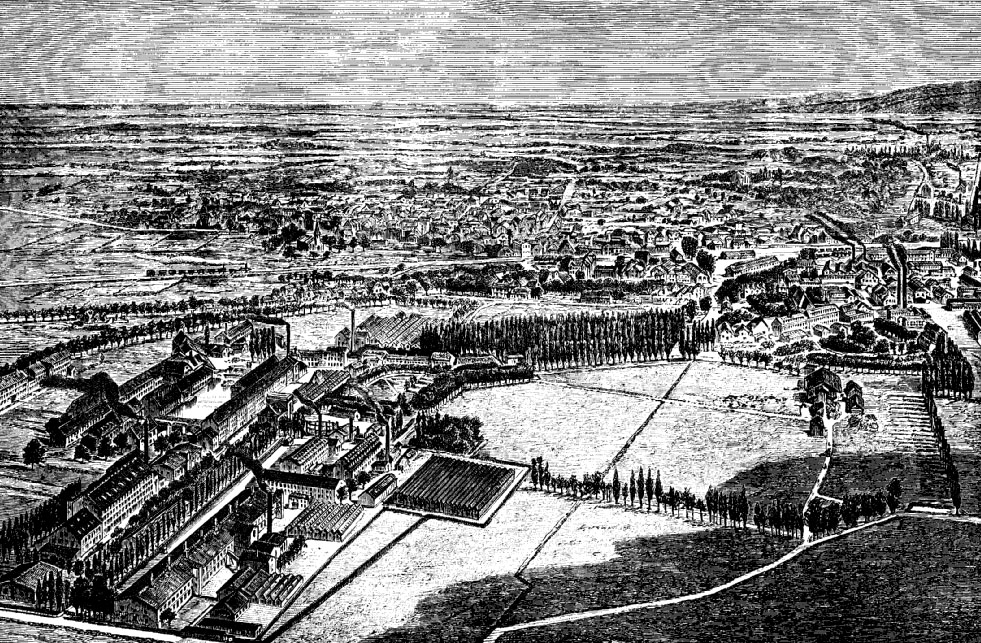
Fabrik in Dornach bei Mülhausen (1889)

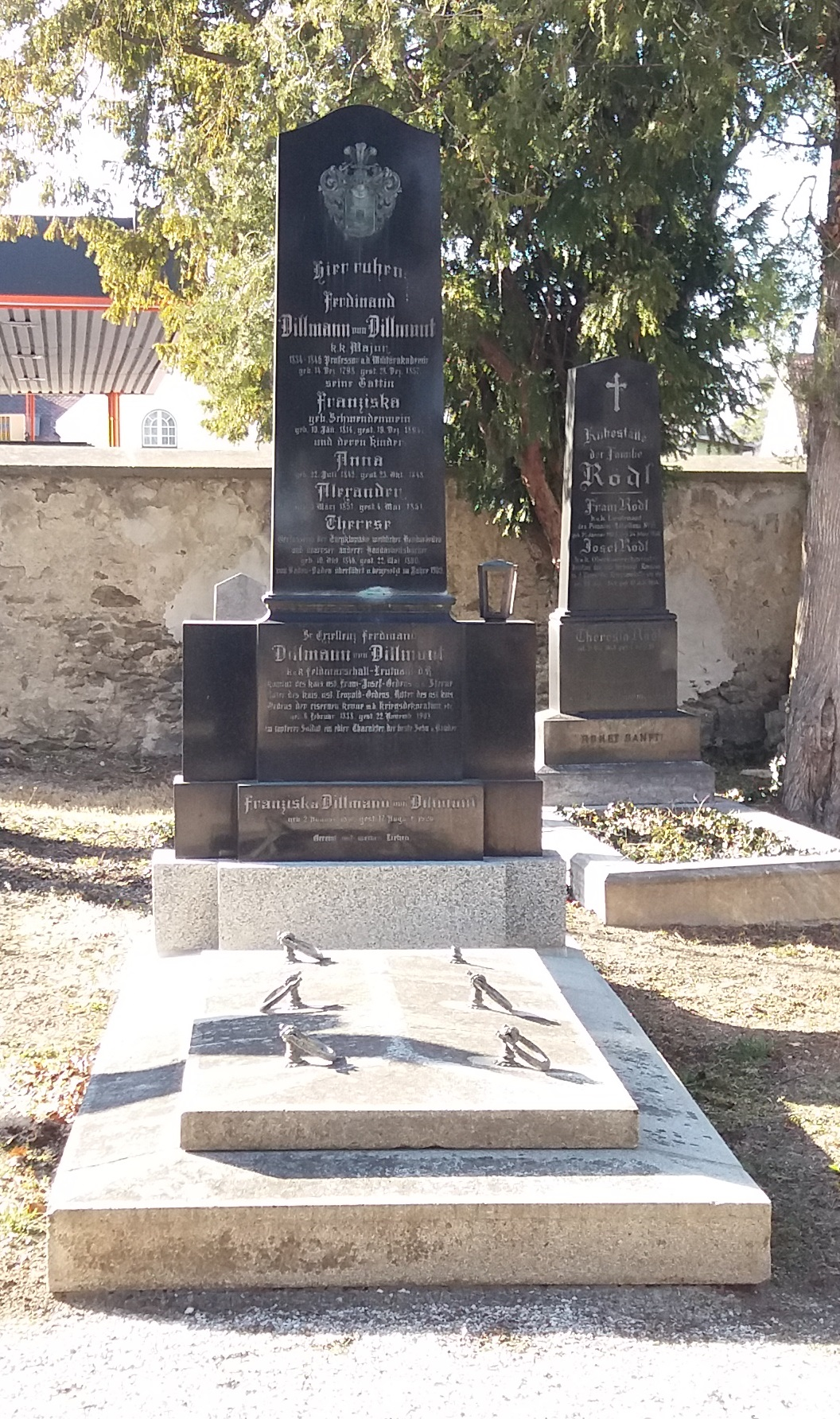
Grabstätte der Familie Dillmann von Dillmont auf dem Friedhof der Theresianischen Militärakademie

Thérèse de Dillmont (geboren als Therese Maria Josefa Dillmann von Dillmont 10. Oktober 1846 in Wiener Neustadt, Kaisertum Österreich; gestorben 22. Mai 1890 in Baden-Baden,  Deutsches Reich) war eine österreichische textile Handarbeitslehrerin, Autorin der Enzyklopädie der weiblichen Handarbeiten und auch postum Namensgeberin für Produkte der elsässischen Garnfabrik Dollfus-Mieg et Compagnie in Mülhausen.

## Leben
Theresa Maria Josefa Dillmann von Dillmont stammte aus der österreichischen Offiziersfamilie Dillmann von Dillmont (Dillman de Dillmont). Ihr Vater Ferdinand (1798–1857) war k.k. Major und 1834 bis 1846 Lehrer an der Theresianischen Militärakademie in Wiener Neustadt. Ihr Bruder Oskar Dillmann von Dillmont (1853–1916) wurde zum Feldmarschallleutnant befördert. Da ihr Vater schon früh starb, musste ihre Mutter am Wiener Hof um Beihilfe für die Erziehung der Kinder bitten. Thérèse besuchte die 1873 von Emilie Bach gegründete Stickereischule in Wien und schlug gegen den Widerstand in der Familie den unstandesgemäßen Beruf einer Handarbeitslehrerin ein. Bei der Weltausstellung Paris 1878 lernte sie den elsässischen Textilindustriellen Jean Dollfus-Mieg kennen und wurde von ihm 1884 als Handarbeitslehrerin in der Textilfabrik Dollfus-Mieg et Compagnie (DMC) in Dornach bei Mülhausen angestellt.
Ab 1886 erschienen dort in einem Verlag, der ihren Namen trug, ihre Enzyklopädie der weiblichen Handarbeiten sowie mehrere kleinere Musterbücher. Im Anhang der Enzyklopädie war das Produktionsprogramm der Strickgarne von DMC aufgeführt. Das Buch wurde in mehrere Sprachen übersetzt und wiederholt nachgedruckt. Unter ihrem Namen wurden in mehreren europäischen Großstädten Handarbeitswarengeschäfte eröffnet: 1885 in Paris, 1886 in Berlin und 1887 in London. Das 1884 in Wien beim Stephansdom eröffnete Geschäft trug noch bis in die Nachkriegszeit den Namen Dillmont.
Sie heiratete 1889 in der Votivkirche in Wien den Kaufmann Josef Scheuermann, verstarb aber bereits 1890 während einer Kur in Baden-Baden. Ihre Nachfolgerin bei DMC wurde ihre Nichte, die sie aus einer Klosterschule in Brünn zu sich geholt hatte.
Sie wurde 1909 von Baden-Baden nach Wiener Neustadt überführt und in der Dillmann von Dillmont’schen Familiengruft auf dem Friedhof der Theresianischen Militärakademie beigesetzt.

## Schriften

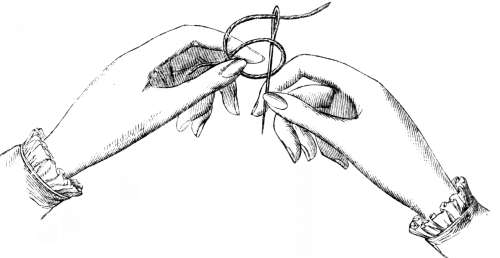
Ist der Faden ziemlich kurz, … kann man ihn durch eine Masche an das Oehr befestigen, indem … (Enzyklopädie, S. 3)

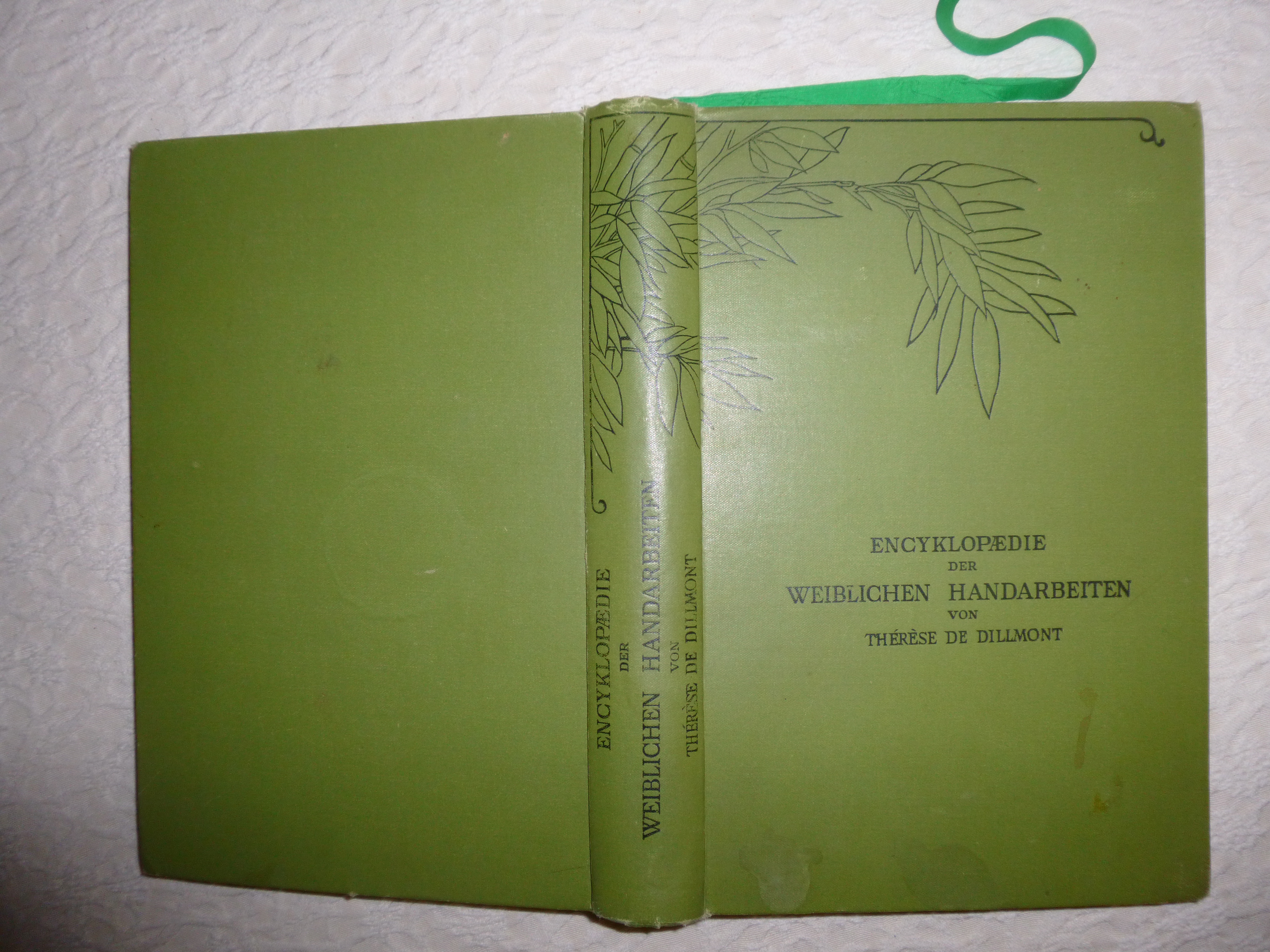
Enzyklopädie der weiblichen Handarbeiten

- Enzyklopädie der weiblichen Handarbeiten. Dornach (Elsass): Dillmont, 1893
- Album für Kreuzstichstickerei, drei Alben.[2]
- Emilie Bach: Neue Muster in altem Stil, zwei Lieferungen.[2]
- Die Stickerei auf Netzkanvas[2]
- Alphabete und Monogramme[2]
- Die Knüpfarbeit (Le Macramé)[2]
- Filet-Richelieu[2]
- Sammlung verschiedener Handarbeiten. Dreisprachig.[2]
- Vorlagen für Plattsticharbeit[2]
- Die Soutache und deren Verwendung[2]
- Alphabete für die Stickerin[2]
- Koptische Stickereien[2]
- Die Durchbrucharbeit. Mülhausen (Elsass): Dillmont, [Ser. 1].[1904], Ser. 2.1913.

Reprint
- Die Klöppelspitzen (1890). Edition Libri Rari im Verlag Schäfer, Hannover 1989, ISBN 3-88746-226-2 (nach dem Original: Dillmont, Mülhausen 1910).